# Transformed Evergreen
Transformed Evergreen från 1994 är ett musikalbum med Peter Gullin Trio.

## Låtlista
1. Cherokee (Ray Noble) – 2:19
2. Intensa Tez (Antônio Carlos Jobim) – 5:31
3. Night and Day (Cole Porter) – 8:17
4. Nothing Rhymed (Gilbert O'Sullivan) – 3:04
5. Fantasia I (Peter Gullin) – 3:52
6. Fantasia II (Peter Gullin) – 5:32
7. Fantasia III (Peter Gullin) – 3:49
8. Softly as in a Morning Sunrise (Sigmund Romberg) – 6:20
9. Poem of Love (Lars Lundström) – 3:43
10. Garota de Ipanema / Aquarela do Brasil (Antônio Carlos Jobim/Ary Barroso) – 11:28
11. Afrodite (Håkan Larsson) – 4:37
12. The Hollow Clown (Peter Gullin) – 2:36
13. Snurretoppen (Carl Nielsen) – 2:01
14. My One and Only Love (Guy Wood) – 2:58

## Medverkande
- Peter Gullin – tenor- & barytonsax
- Morten Kaargard – gitarr
- Ole Rasmussen – bas